# 格林斯加普 (新墨西哥州)
格林斯加普（英語：Greens Gap）是位於美國新墨西哥州卡特倫縣的鬼鎮。

## 歷史
格林斯加普的郵局於1918年設立，其後於1942年停運。

## 地理
格林斯加普所處的海拔為高於海平面2271米（即7451英呎），而該地所採用的時區為UTC-7，即北美山地时区（MST）。同時該地設有夏令時間，為UTC-7調快一小時，即UTC-6（MDT）。